# Antarchaea africana
Antarchaea africana är en fjärilsart som beskrevs av Pieter Cornelius Tobias Snellen 1872. Antarchaea africana ingår i släktet Antarchaea och familjen nattflyn. Inga underarter finns listade i Catalogue of Life.